# ماريو ديون
ماريو ديون هو لاعب هوكي الجليد كندي، ولد في 27 أغسطس 1968 في مدينة كيبك في كندا.

## وصلات خارجية
- ماريو ديون على موقع دوري الهوكي الوطني (الإنجليزية)
- ماريو ديون على موقع قاعة مشاهير الهوكي (لاعب أن.إتش.أل) (الإنجليزية)
- ماريو ديون على موقع EliteProspects.com (الإنجليزية)
- ماريو ديون على موقع Eurohockey.com (الإنجليزية)
- ماريو ديون على موقع HockeyDB.com (الإنجليزية)
- ماريو ديون على موقع Hockey-Reference.com (الإنجليزية)